# Shannonomyia (Shannonomyia) trichophora
Shannonomyia (Shannonomyia) trichophora is een tweevleugelige uit de familie steltmuggen (Limoniidae). De soort komt voor in het Neotropisch gebied.